# Rianxo
Rianxo è un comune spagnolo di 11 769 abitanti situato nella comunità autonoma della Galizia.